# 大阪工業専門学校 (旧制)
| 大阪工業専門学校 （大阪工専） | 大阪工業専門学校 （大阪工専）         |
| ----------------------------- | ------------------------------------- |
| 創立                          | 1939年                                |
| 所在地                        | 大阪府堺市                            |
| 初代校長                      | 広瀬亜夫                              |
| 廃止                          | 1951年                                |
| 後身校                        | 大阪府立浪速大学 （現・大阪府立大学） |
| 同窓会                        | 大阪府立大学 工学部同窓会             |

大阪工業専門学校 （おおさかこうぎょうせんもんがっこう） は、1939年 （昭和14年） に創立された官立の旧制専門学校。略称は大阪工専あるいは大工専 （だいこうせん）。
創立から1944年 （昭和19年） までの名称は大阪高等工業学校（略称： 大阪高工）であるが、この期間についても本項にて扱う。

## 概要
1939年に増設された官立高等工業学校7校の一つである（他の6校は、室蘭、盛岡、多賀、新居浜、宇部、久留米）。
大阪高工創立時は、本科（修業年限3年）に機械科・精密機械科・原動機械科・電気科・金属工業科を設置した。後に造船科を増設している。
第二次世界大戦中の1944年に大阪工業専門学校と改称され、機械科・原動機械科・電気科・金属工業科・造船科・舶用機関科を設置した。後に応用化学科を増設している。
第二次世界大戦敗戦まで、原則として全寮制で、軍隊式教学を実施した。
新制大阪府立浪速大学工学部（現・大阪府立大学工学部）の前身である。 同窓会は「大阪府立大学工学部同窓会」と称し、新制大学卒業者と合同の会となっている。
新制の大阪府立大学工業高等専門学校（略称：府立高専）とも大阪工業高等専門学校（私立、現・摂南大学）とも別の学校である。

## 沿革

### 大阪高等工業学校時代
1929年にそれまでの官立大阪高等工業学校が大阪工業大学に昇格して以来、商工業の要地だった大阪には官公立の高等工業学校が存在しない状態が続いていた。1938年8月、小畑源之助、安宅弥吉など大阪財界の要人らによって 「大阪高等工業学校期成聯盟」 が結成され、大阪への官立高等工業学校の誘致運動が開始された。翌1939年1月には 「官立大阪高等工業学校期成同盟」 へと発展。高等工業学校創設費のうち 300万円相当の地元負担 （校地 3万坪など、現物負担を含む） が求められ、大阪府が 100万円、堺市が 30万円、南海電鉄が 70万円分を負担し、残りは財界を含む一般から公募することとなった。
- 1939年3月31日： 文部省、高等工業学校増設 7校を発表。
- 1939年5月6日： 校地を堺市百舌鳥東之町に決定。（他候補： 布施市、池田市、高槻町など）
- 1939年5月22日： 文部省直轄諸学校官制を改正 （勅令第336号）。
  - 第1条 （直轄学校一覧） に 「大阪高等工業学校」 を追加。
- 1939年5月23日： 大阪高等工業学校規則を公示 （文部省令第31号）。校長を任命。
  - 本科 （修業年限3年） に機械科・精密機械科・原動機械科・電気科・金属工業科を設置。
- 1939年7月： 9日、仮寄宿舎開所式。10日、第1回入学式。11日、授業開始。
  - 軍隊式の全寮制で、登下校も隊列を組み、寮からの外出は許可制、禁酒・禁煙、頭髪は丸刈りで、相撲以外の娯楽は法度とされた。
- 1941年12月： 第1回卒業式 （戦時措置により 3ヶ月繰上）。
- 1942年3月： 本科に造船科を増設。
  - 第二部 （夜間部、修業年限4年） を設置： 機械科・電気科・金属工業科。1948年3月廃止。
- 1942年11月： 寄宿舎新築 （1943年5月22日、「至誠寮」 開寮式）。

### 大阪工業専門学校時代
- 1944年4月： 大阪工業専門学校と改称 （3月28日勅令第165号で文部省直轄諸学校官制を改正）。
  - 本科学科を機械科・原動機械科・電気科・金属工学科・造船科・舶用機関科 （新設） に改組。
- 1945年12月： 退職軍人・生徒のために専修科を設置 （電気科）。
- 1947年4月： 舶用機関科廃止、1948年から新入生募集を停止。
- 1948年4月： 本科に応用化学科を増設 （1949年4月、金属工学科に統合）。

新制大学への移行に際して、当初は国立大学への単独昇格を望んでいたが許されず、1948年7月7日、官立大阪青年師範学校と合併する国立堺大学案申請書を文部省に提出。しかし、同窓生や教官らの反発が強かった上、GHQの民間情報教育局 （CIE） の意向に沿わず断念。官立大阪大学 （阪大） との合併は、阪大側が校舎・学生・教官の引き取りを望まなかったため挫折 （阪大は設備のみ所望） 。一時は大阪市立大学への参加も検討され、1948年8月3日に大阪市立大学設置申請書を提出。しかし同年8月中旬、大阪府立だった浪速高等学校の国立移管が決まり、8月下旬、最終的に国・府の意向を容れて大阪府立浪速大学へ移行 （大阪府へ移管） することとなった。
- 1949年4月： 大阪府立浪速大学発足。
  - 大工専は他の府立工専と共に工学部の母体となった。
  - 寄宿舎 （至誠寮） は浪速大学に継承された。
- 1951年3月： 10日、最後の卒業式・閉校式を開催。31日、大阪工業専門学校廃止。

## 校地
設立当初は、堺市耳原町の大阪府立堺職工学校 （現・大阪府立堺工科高等学校） に設置された仮校舎を使用し、実習は大阪金属工業 （現・ダイキン工業） や久保田鉄工所 （現・クボタ） の工場施設等を利用した。1940年10月に堺市百舌鳥東之町 （現・中区中百舌鳥町） の新校舎が完成し、以後廃校まで使用した。この校地は後身校の浪速大学に引き継がれ、さらにその後身校の大阪府立大学によって拡張され、現在の中百舌鳥キャンパスとなっている。
至誠寮は堺市大野芝町に設置され、当初は在校生全員 600名を収容すべく建設されたが、工専増員のため実際には希望者のみの収容となった。1946年2月、第二棟が全焼。1949年の浪速大学発足に伴い、同校に引き継がれた。1955年9月、大阪府立大学への大学名改称に際して 「大野芝寮」 と改称。1966年-1967年の改築を経て、再び 「至誠寮」 となった。

## 歴代校長
- 初代： 広瀬亜夫 （1939年5月 - 1941年8月3日 死去）
  - 前・大阪造幣局工務部長
- 校長事務取扱： 光野重威 （1941年8月 - 1941年9月）
- 第2代： 河合定二 （1941年9月 - 1945年12月）
  - 前・大阪帝国大学教授・海軍造船大佐
- 第3代： 増山義雄 （1945年12月 - 1951年3月）

## 著名な出身者
- かたおかしろう - 劇作家

## 関連書籍
- 作道好男・作道克彦（編）　『大学の歴史 : 大阪府立大学工学部』　教育文化出版教育科学研究所、1982年7月。